# Jonuz Tafilaj
Jonuz Tafilaj lub Junuz Tafilaj (ur. 13 czerwca 1892 w Szkodrze, zm. w listopadzie 1976) – albański orientalista i tłumacz.

## Życiorys
Ukończył szkołę podstawową i średnią w Szkodrze, uczęszczał następnie do szkoły wojskowej w tym mieście. Gdy Szkodra była okupowana przez Austro-Węgry, Tafilaj został aresztowany z powodu zainicjowania demonstracji przeciwko władzy austro-węgierskiej.
W 1919 roku wraz z Hilem Mosim oraz Kelem Marubim założył stowarzyszenie Vllaznia. W 1920 roku wziął udział w bitwie o Koplik, następnie pełnił funkcję honorowego sekretarza Komitetu Obrony Narodowej Kosowa, następnie należał do patriotycznego towarzystwa Bashkimi.
W 1931 roku nakładem wydawnictwo Shkodra ukazał się albański słownik jego autorstwa. W roku 1936 opublikował w czasopiśmie Afrimi artykuł pod tytułem Gjuha e jonë e martirizueme nga shkrimtarët e saj, używając pseudonimu J. Jalifati. Pracował jako wydawca czasopisma Përpjekja shqiptare oraz pełnił funkcję generalnego sekretarza Albańskiego Czerwonego Krzyża.
Po 1944 roku pracował jako tłumacz w państwowym archiwum. W marcu 1945 otrzymał od ministra propagandy Sejfulli Malëshovy zadanie sprawdzenia ksiąg, rękopisów oraz innych dokumentów znajdujących się w prywatnej bibliotece Syrji oraz Eqrema Vlorów, która finalnie została znacjonalizowana przez władze komunistyczne.
Przetłumaczył z języka osmańskiego na albański pracę pod tytułem Historia e pashallarëve shqiptarë në Perandorinë Osmane autorstwa Syrji Vlory. Dokonał także przekładu utworów Yaban Yakupa Kadriego Karaosmanoğlu.